# Arno Stocker
Arnold „Arno“ Stocker, geb. Meffert (* 11. Oktober 1956 in Offenbach), ist ein deutscher Klavierstimmer.

## Leben
Seiner Autobiografie zufolge wurde Stocker als vierwöchige Frühgeburt sowie auf Grund von Sauerstoffmangel mit einer spastischen Behinderung geboren. Er sei fast blind und schwer bewegungsbehindert, zeitweise in einem Heim für Behinderte aufgewachsen und habe unter Anarthrie gelitten. Durch seine kindlichen Versuche, wie Enrico Caruso zu singen, habe er das normale Sprechen erlernt. Eine Sonderschullehrerin habe ihm Klavierunterricht erteilt. Im Alter von 18 Jahren habe er eine Einladung von Maria Callas erhalten, als Gasthörer ihren Meisterkursen in New York beizuwohnen.
Stocker begann eine Ausbildung als Klavierbauer bei Grotrian-Steinweg, jedoch wurde das Lehrverhältnis im Jahr 1973 von der IHK Braunschweig mit der Begründung aufgehoben, dass eine Unvereinbarkeit der Arbeitssicherheitsmaßnahmen in einem Industriebetrieb mit der Beschäftigung von Behinderten bestehe. Danach folgten Volontariate bei verschiedenen Klavierfabriken und Musikhäusern. Am 9. Januar 1989 gründete er die Piano-Forte Klavierhandelsgesellschaft mbH mit Sitz in Haar bei München, die zum gegenwärtigen Zeitpunkt wieder aus dem Register ausgetragen ist.
Im Winter 1991 wanderte Stocker (seinerzeit Meffert) in die USA aus und ließ das Unternehmen konkursreif zurück. Binnen eineinhalb Jahren habe er jedoch eigenständig Schulden i.H.v. von 400.000 DM beglichen. Ungeachtet dessen musste er sich nach seiner Rückkehr im Jahr 1994 einem Verfahren wegen Konkursverschleppung stellen. Er wurde zu zweieinhalb Jahren Haft verurteilt, von denen er dreizehn Monate im Gefängnis verbrachte. Im Jahr 1996 bot Stocker der Musikindustrie digital restaurierte Fassungen von Enrico Caruso auf Audiokassette an. Laut einer Audioanalyse der Hochschule für Musik und Theater München habe Stocker jedoch lediglich die Stimme von Plácido Domingo zugemischt, welcher daraufhin die Rechtswegbeschreitung gegen diese Fälschung ankündigte. Am 26. August 1996 meldete er zusammen mit Rudolf Klopsch ein Verfahren sowie eine Vorrichtung zur Restaurierung historischer Tonaufnahmen zum an. Das Patent wurde aber nie erteilt, es gab Entgegenhaltungen (ältere Literaturquellen aus Patent- und Nichtpatentschriften, die dieses Verfahren schon zum Inhalt hatten) und die Gebühren wurden nicht bezahlt, daher galt der Patentantrag als zurückgenommen. In einem Interview bei SWR1 aus November 2011 äußerte sich Stocker eingehender zu seinem Lebensweg und seiner Arbeitsweise.
Nach einem zweiten, fünfjährigen USA-Aufenthalt kehrte er Anfang 2002 wieder nach Deutschland zurück. 2003 wurde er wegen Betrugsdelikten erneut zu einer Haftstrafe verurteilt. Anfang 2005 wurde er mit einer fünfjährigen Bewährungsauflage aus der Haft entlassen. Seit 2005 betreibt er zusammen mit seiner Frau Karin Stocker einen Gewerbebetrieb als Enrico-Caruso-Agentur (angemeldet als Karin Stocker Piano, Klaviere) und vergibt Aufträge zur Klavierrestaurierung an die polnische Firma SAP Renovation in Kalisz. Aus dem Unternehmen erwirtschaftete er nach seiner Haftentlassung keinen Gewinn und wurde finanziell von der Familie seiner Frau unterstützt. Etwaige Einnahmen dienten der Tilgung von Zahlungsverpflichtungen. Im Jahr 2009 beauftragte er das polnische Unternehmen Piano Europe z.o.o. sp, eine Tochtergesellschaft der Wilhelm Schimmel Pianofortefabrik, mit der Sonderanfertigung eines Flügels.
Am 4. Oktober 2010 wurde Stockers Autobiographie unter dem Titel Der Klavierflüsterer veröffentlicht, die im Kailash Verlag (Verlagsgruppe Random House) erschien. Daraufhin haben diverse Fernsehsendungen und Dokumentationen, wie z. B. Lebenslinien im Bayerischen Rundfunk, Kölner Treff, Deutsche Welle und SWR2 seinen Lebenslauf thematisiert. Im Oktober 2016 stellte die FFF Bayern Fördermittel über 60.000 € zur Verfilmung der Autobiografie bereit.
Seit Juni 2022 führt Arno Stocker die "Enrico Caruso Piano UG" mit Sitz in Amerang, deren Geschäftszweck die Abwicklung der Firma "Enrico Caruso Agentur" seiner Frau ist.